# Christentum in Pakistan

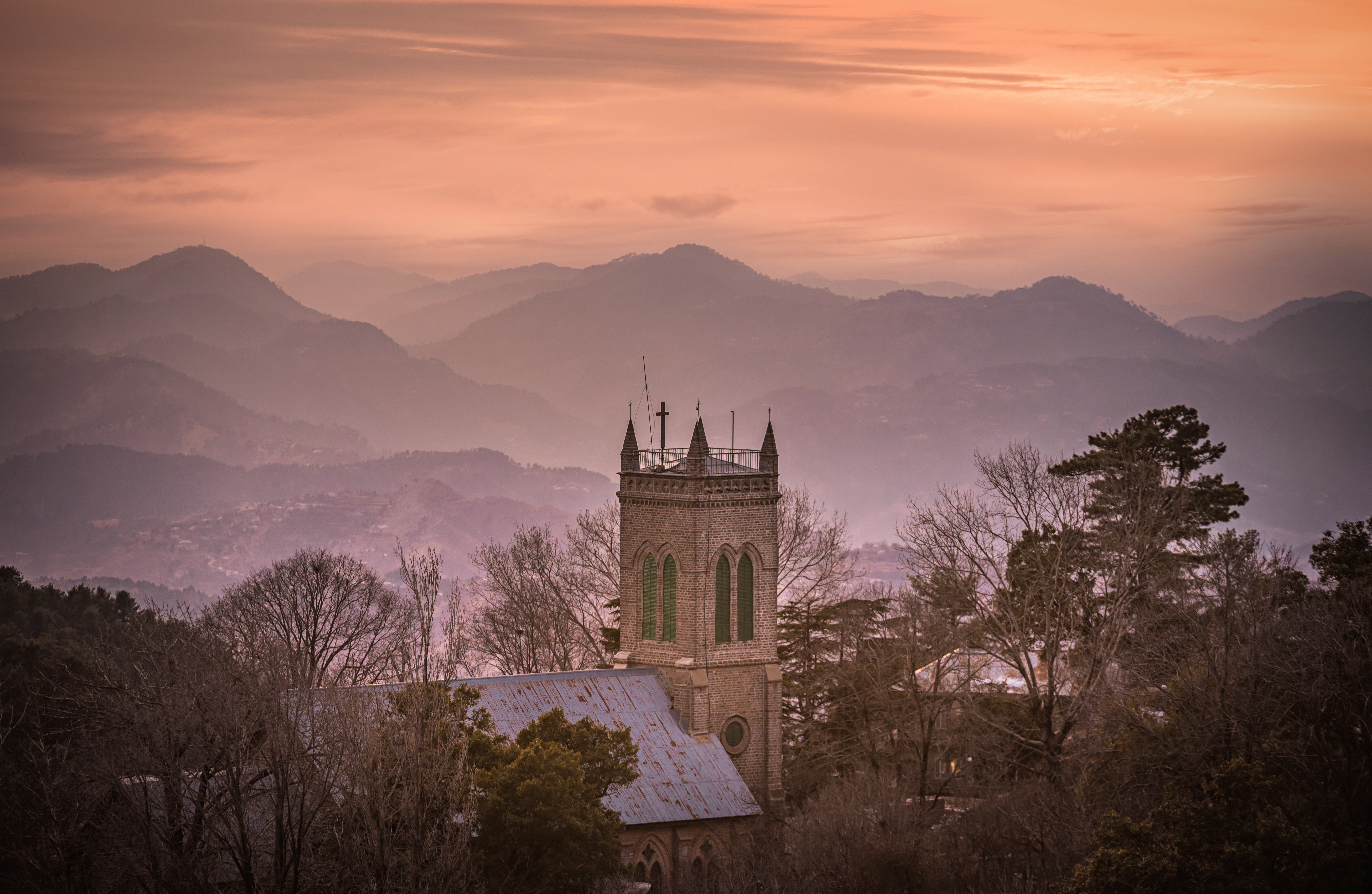
Die Holy Trinity Church in Murree

Das Christentum in Pakistan ist nach dem Hinduismus die zweitgrößte religiöse Minderheit. Der Islam ist in Pakistan Staatsreligion, und seit dem Putsch Zia-ul-Haqs 1977 herrschen strenge islamistische Gesetze, welche oft gegen Christen angewendet werden.

## Verbreitung

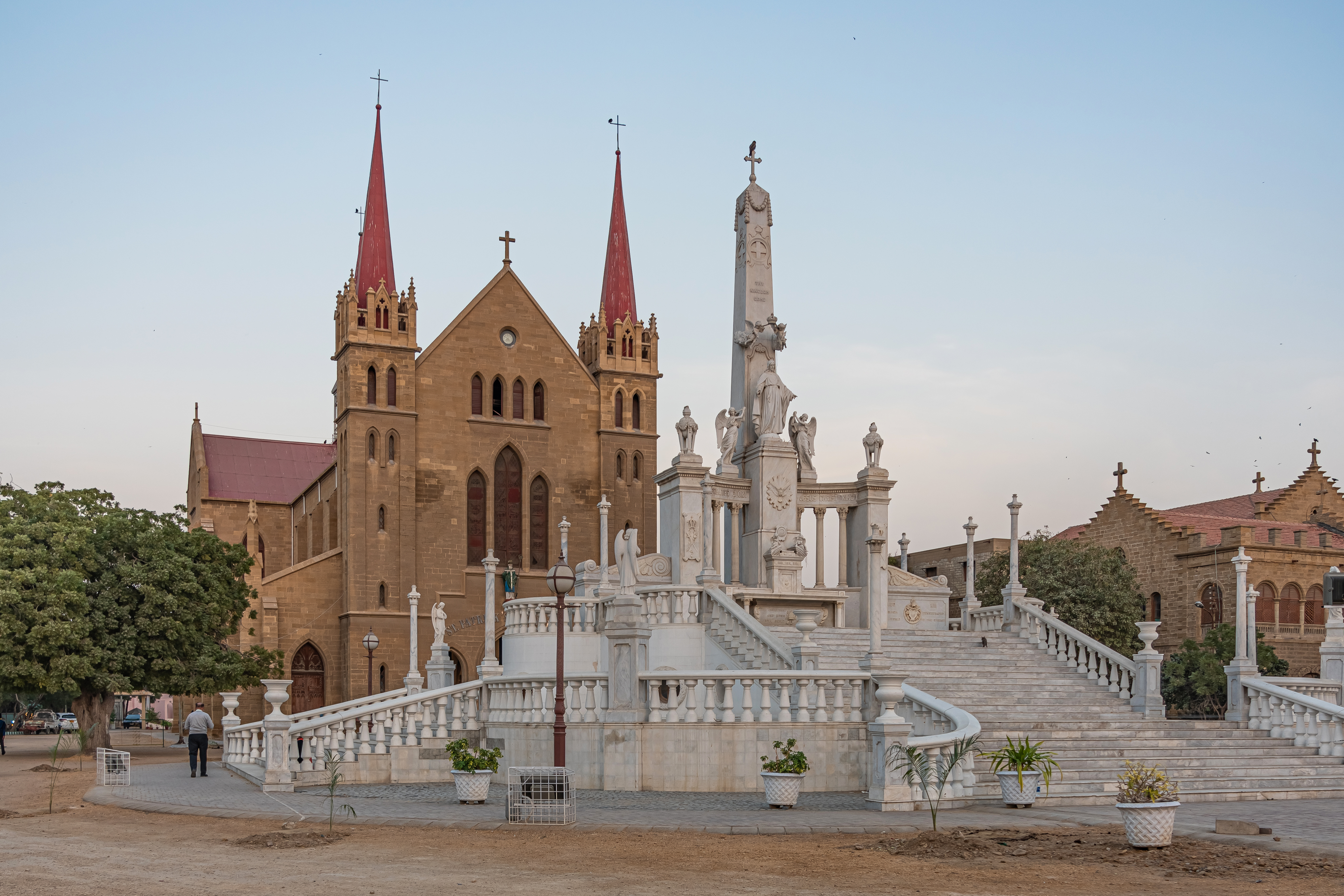
Römisch-katholische Sankt-Patricks-Kathedrale in Karatschi

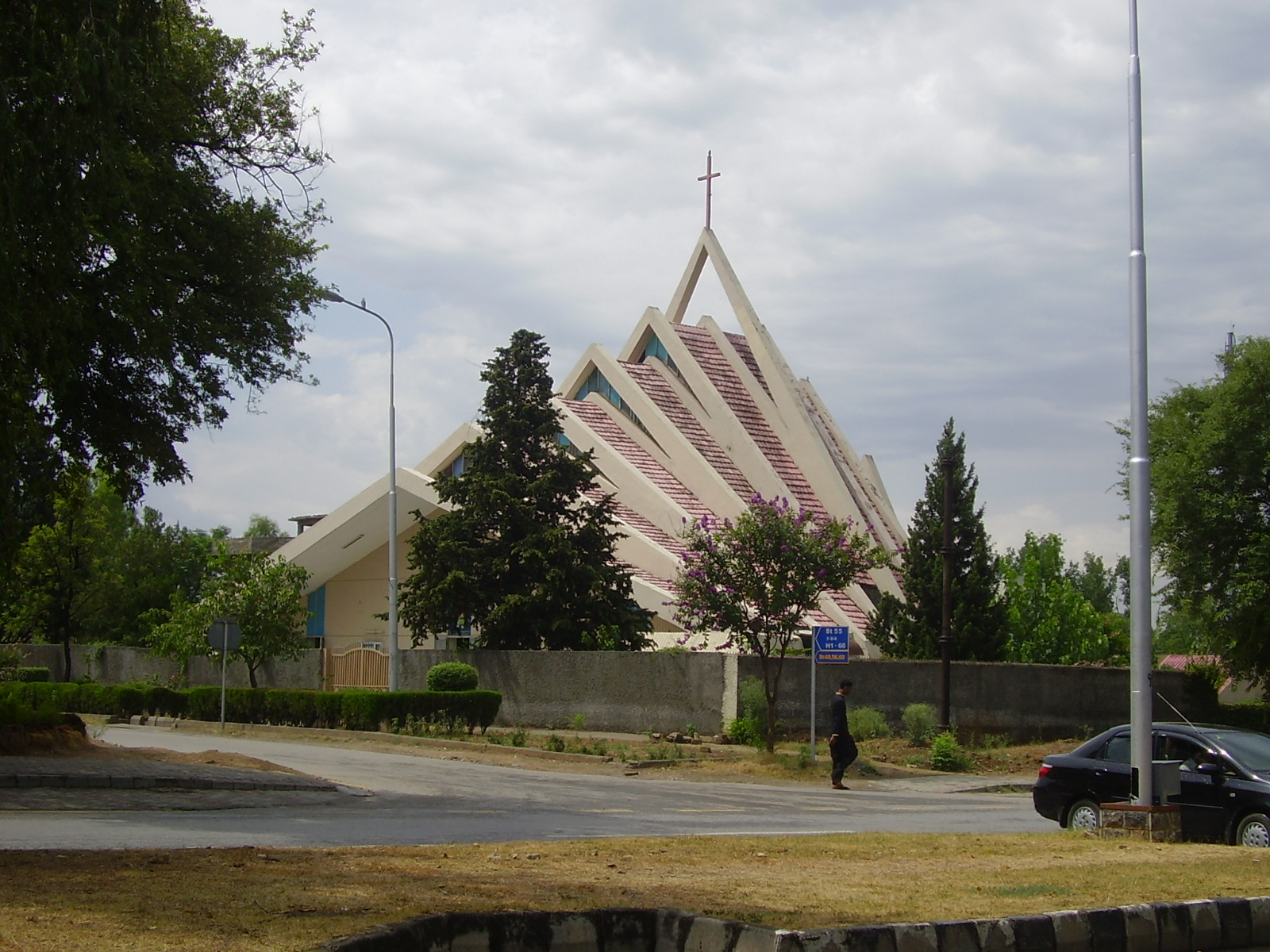
Kirche in der Hauptstadt Islamabad

Von etwa 207 Millionen Pakistanern sind 96,1 % Muslime. Die 2,4 bis 3 Millionen Christen machen knapp 2 % der Bevölkerung aus. Davon sind etwa 1 Mio. Katholiken.
Die größte Kirche des Landes, die St. Patrick-Kathedrale, befindet sich in Karatschi. In Lahore befindet sich die Auferstehungs-Kathedrale. In Karatschi lebt eine aus Goa stammende christliche Minderheitengruppe, die Goa-Katholiken.

## Christenverfolgung
Besonders seit den 1990ern wurden Christen wegen angeblicher Blasphemie verhaftet. Laut dem Daily Telegraph wurden in Faisalabad Kirchen zerstört. Im Jahre 2005 gab es Bombendrohungen.
Als einen Grund für die Verschärfung des Konflikts für die christliche Minderheit in Pakistan nannte der Vorsitzende der pakistanischen Bischofskonferenz die Besetzung Iraks durch die Amerikaner und den vom damaligen Präsidenten der Vereinigten Staaten, George W. Bush, ausgerufenen „Krieg gegen den Terror“. Bis dahin hatte die katholische Kirche im Land aufgrund ihrer Arbeit im Bildungs- und Gesundheitswesen eigenen Angaben zufolge großes Ansehen genossen. In den Augen der Muslime, die von Islamisten zusätzlich aufgeputscht würden, gehörten die christlichen Pakistani dem „westlichen Glauben“ an und würden nun pauschal verurteilt und drangsaliert.
Die Christen in Pakistan werden nach dem Tod von Benazir Bhutto wieder zunehmend verfolgt; es erfolgen immer wieder Massaker an der christlichen Bevölkerung. Bei einem Brandanschlag von mehreren hundert Mitgliedern einer islamistischen Gruppe auf die Christengemeinde in der Provinz Punjab waren am 1. August 2009 mindestens acht Menschen getötet worden. Über 70 Häuser und zwei Kirchen wurden zerstört. Grund für die Übergriffe von Islamisten ist das geltende Blasphemie-Gesetz sowie die hudud-Verordnungen (Hadd-Strafe).
Nach Absage einer Koranverbrennung in den USA durch Terry Jones griffen Demonstranten eine Kirche in Daska und drei Kirchen in Narowal im Bezirk Punjab mit Steinwürfen an. Schon am Vortag war ein Christ von einem militanten Islamisten während einer Demonstration der Christen gegen die geplante Koranverbrennung angeschossen worden.
Im November 2010 wurde erstmals in der Geschichte Pakistans eine Christin wegen Blasphemie zum Tode verurteilt. Die Angeklagte Asia Bibi soll gesagt haben, dass Jesus und nicht Mohammed der wahre Prophet Gottes sei, dies behaupteten Frauen in ihrer Nachbarschaft. Bibi selbst bestreitet dies; das Gericht in Sheikhupura hat sie zum Tod am Galgen verurteilt.
Am 2. März 2011 wurde Shahbaz Bhatti ermordet. Er war Minister für Minderheiten in der Regierung von Präsident Asif Ali Zardari. Bhatti war der erste Katholik, der das Amt des Ministers für Minderheiten in Pakistan bekleidete, und der einzige Christ im Kabinett Asif Ali Zardaris. Bhatti erhielt mehrere Morddrohungen, nachdem er für eine Reform des seit 1986 bestehenden Blasphemie-Gesetzes votiert hatte, das unter anderem die Todesstrafe vorsieht. Außerdem hatte er sich wiederholt für die wegen Blasphemie zum Tode verurteilte Asia Bibi eingesetzt.
Die pakistanische römisch-katholische Bischofskonferenz hat von Januar 2011 bis Mai 2012 insgesamt 88 Übergriffe notiert. Davon waren 64 gegen Muslime und 17 gegen Christen gerichtet.
Bei einem Massaker an Christen 2013 in der Großstadt Peschawar wurden 78 Christen ermordet und 130 verwundet. Es war die tödlichste Attacke auf die Minderheit der Christen in der Geschichte Pakistans.
Ende Februar 2016 wurde berichtet, dass Christen den Großteil der 11.500 pakistanischen Flüchtlinge in Thailand ausmachen.
Laut dem christlichen Hilfswerk Open Doors wurden im Jahr 2018 insgesamt 28 Christen in Pakistan ermordet und hunderte Kirchen bzw. christliche Häuser zerstört. Außerdem wurden erneut mehrere hundert Christinnen entführt und mit Muslimen zwangsverheiratet. Damit war laut Open Doors die Gewalt gegen Christen in keinem anderen Land der Welt so hoch wie in Pakistan. Bereits im Jahr 2011 hatte Open Doors über die Zwangsheirat von Christinnen in Pakistan berichtet.
Im August 2023 stürmte ein moslemischer Mob in Faisalabad das Christen-Viertel, weil angeblich zwei Einwohner einen Koran geschändet haben sollten. Tausende Muslime setzten mehrere Kirchen in Brand und zerstörten sie. 129 Tatverdächtige nahm die Polizei fest. In Karatschi gingen Christen auf die Straße und forderten ein Ende der Gewalt.

## Konfessionen
- Protestantismus in Pakistan
- Römisch-katholische Kirche in Pakistan